# Línea 303 (Buenos Aires)
La Línea 303 de colectivos es una línea de transporte automotor urbano que sirve en el Gran Buenos Aires. Realiza el trayecto Estación Morón - Estación San Miguel - Panamericana y Ruta 197 - Fábrica Ford. Es operada por Empresa Del Oeste S.A.T.
Tiene una flota de aproximadamente 30 coches.

## Lugares de interés
- Estación Morón
- Plaza Oeste
- Cruce de Avenida Vergara y Autopista Acceso Oeste
- Avenida Vergara
- Villa Tesei
- Universidad Nacional de Hurlingham
- Avenida Pedro Díaz
- Ansés (Administración Nacional de la Seguridad Social), sucursal Hurlingham
- Microestadio de Hurlingham
- Centro recreativo de Hurlingham
- Municipalidad de Hurlingham
- Fundación Felices los Niños
- Avenida Gaspar Campos
- Estación San Miguel
- Avenida Primera Junta
- Municipalidad de Malvinas Argentinas
- Ruta 8
- Ruta 197
- Estación Pablo Nogués
- Panamericana , Altura Acceso Pilar
- Fábrica Ford

- Datos: Q5986182